# Jonas Flindt Rasmussen
Jonas Flindt Rasmussen (født 7. november 1988) er en dansk fodboldspiller, der spiller for KÍ Klaksvík i Effodeildin. Han blev færøsk mester med B36 Tórshavn i 2011.